# Telstar

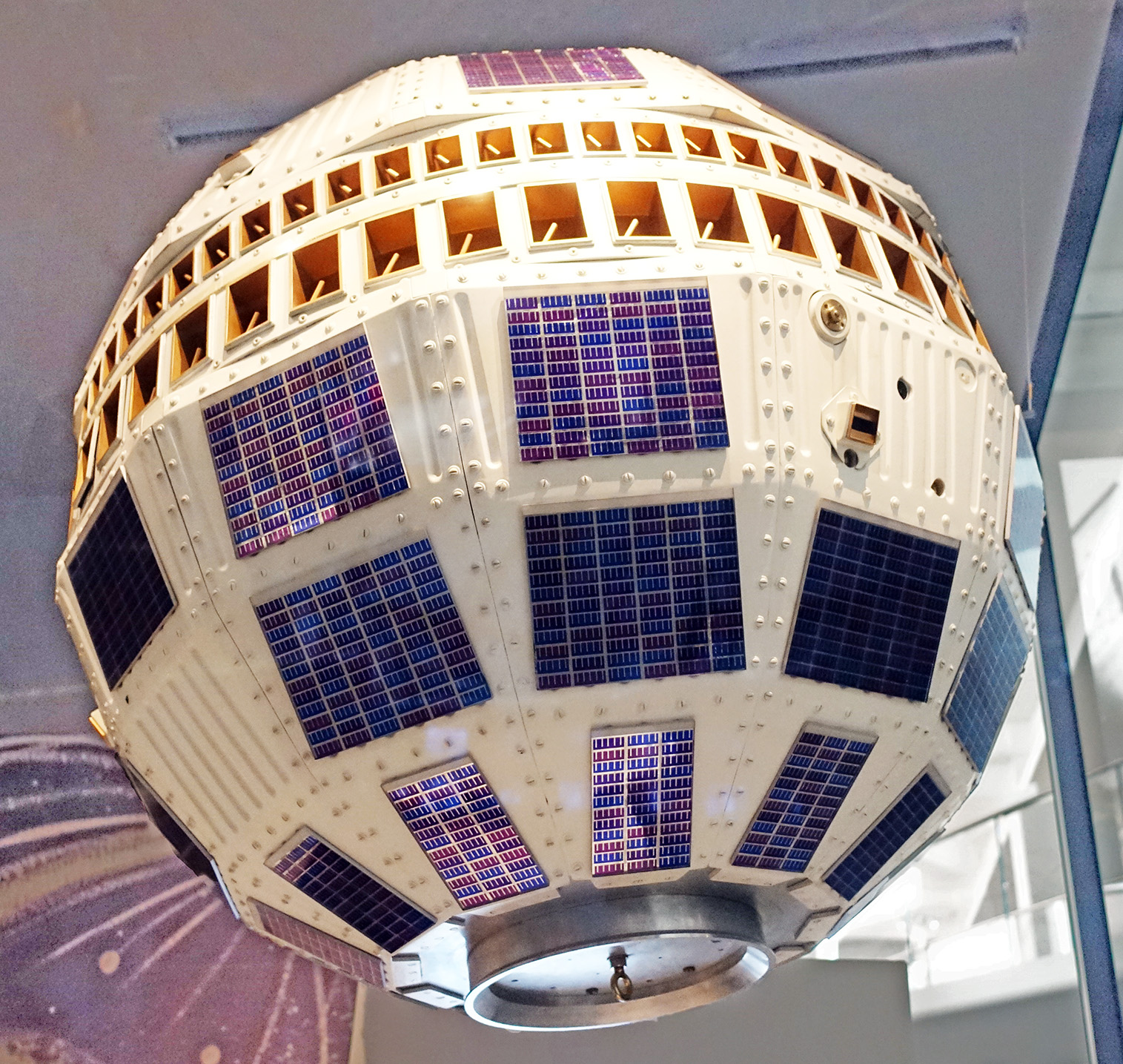
Telstar, der erste zivile Kommunikationssatellit

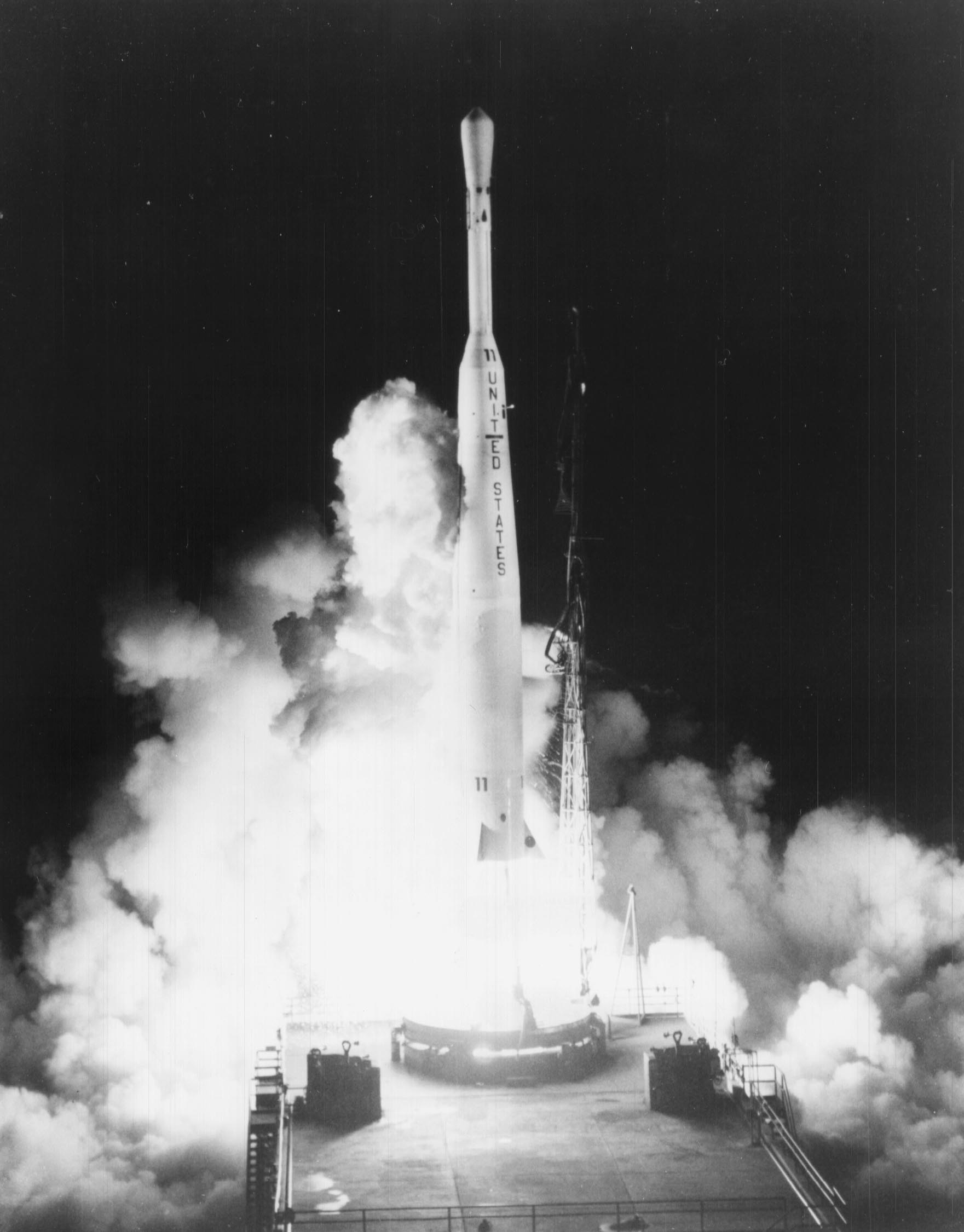
Start von Telstar 1 am 10. Juli 1962 mit einer Thor-Delta-Trägerrakete

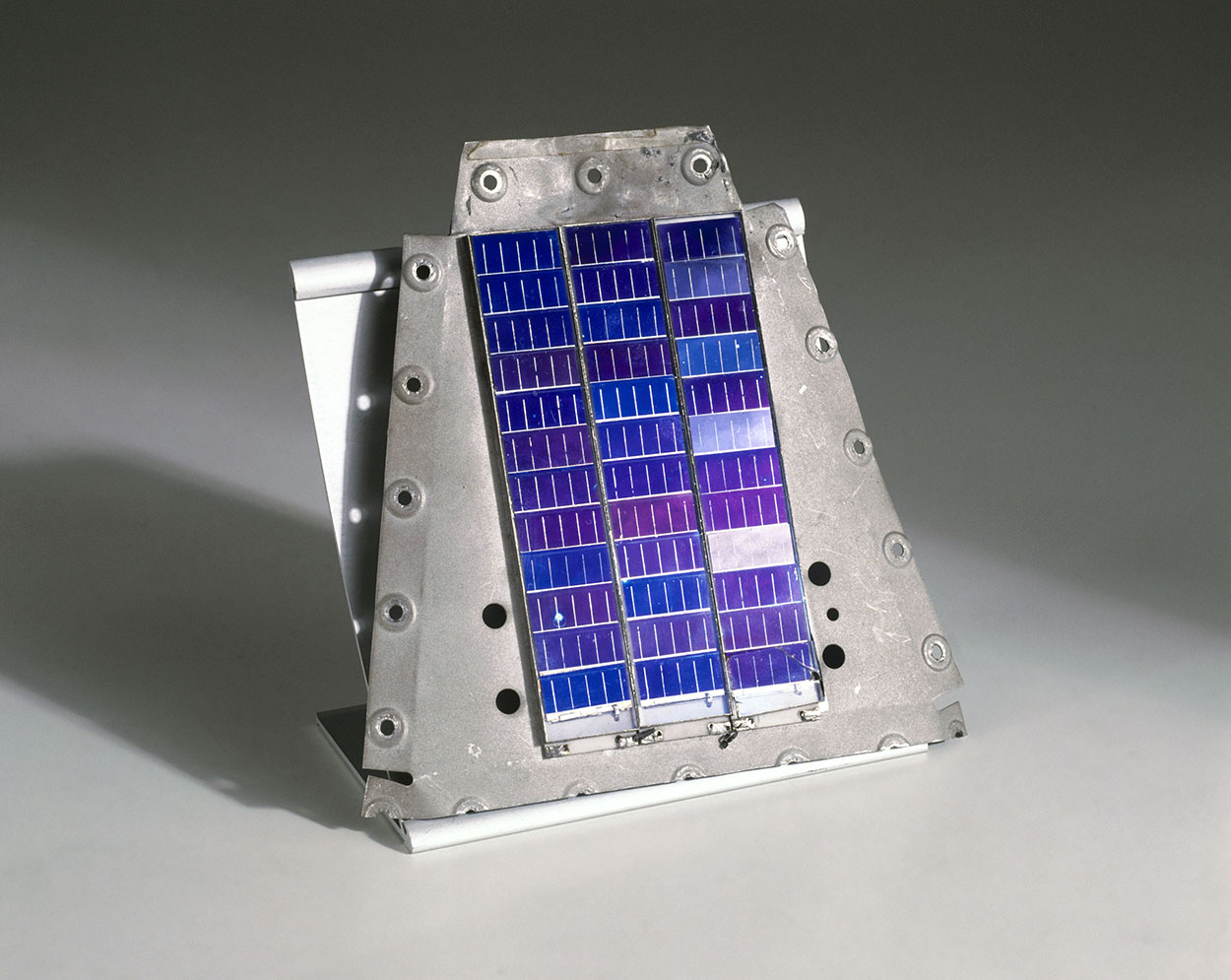
Solarmodul des Telstar, 1980er Jahre. Science Museum London.

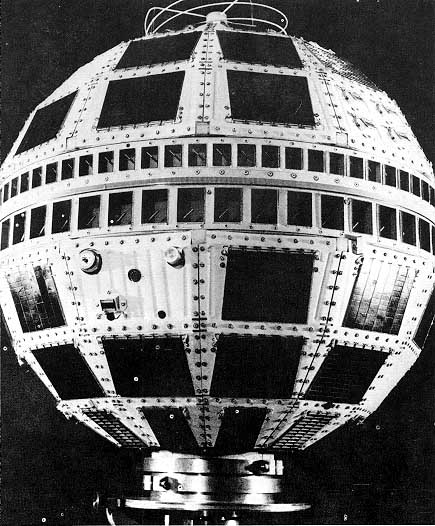
Modell des Telstar-2-Satelliten

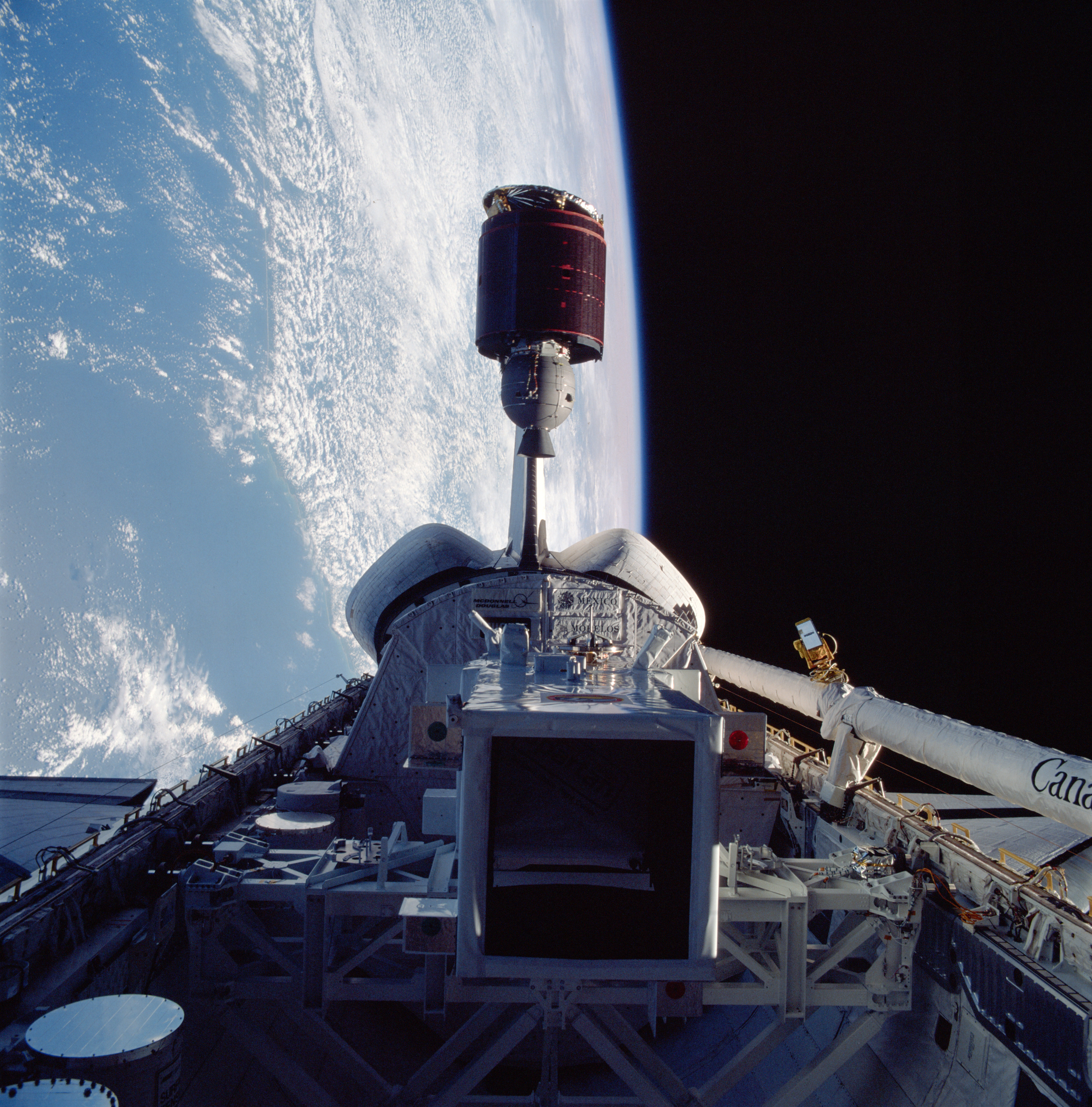
Aussetzen von Telstar-3-D bei STS-51-G

Telstar ist der Name des ersten zivilen Kommunikationssatelliten. Die Telstar-Satellitenserie war ein Gemeinschaftsprojekt der NASA und des US-amerikanischen Telekommunikationsunternehmens AT&T.

## Telstar 1
Am 10. Juli 1962 wurde der Satellit Telstar 1 von Cape Canaveral aus mit einer Rakete des Typs Delta DM-19 ins All geschossen. Noch im selben Monat wurde mit einer Rede des amerikanischen Präsidenten John F. Kennedy die erste Live-Fernsehsendung zwischen den USA und Europa übertragen. Da Telstar 1 keine geostationäre Umlaufbahn hatte, sondern auf einer stark elliptischen Bahn von 957 × 5600 Kilometer Höhe kreiste, konnte die Verbindung nicht länger als 20 Minuten aufrechterhalten werden. Erst nach einer zweieinhalbstündigen Erdumrundung war eine Sendung wieder möglich. Um eine kontinuierliche Übertragung zu gewährleisten, war eine Konstellation aus zahlreichen Telstar-Satelliten geplant. Dieser Plan wurde nicht verwirklicht, da geostationäre Kommunikationssatelliten als vorteilhafter angesehen wurden.
Der 60 Millionen (nach heutiger Rechnung etwa 560 Millionen) Dollar teure Telstar 1 wog 77,2 Kilogramm und hatte einen Durchmesser von 88 Zentimetern. Seine Energie bezog er aus 3600 kleinen, außen angebrachten Solarmodulen. An seinem Äquator war eine zweireihige Anordnung von Antennenelementen, eine weitere ringförmige Antenne an einem der Pole angebracht. Damit waren außer Fernsehübertragungen 600 einseitige oder 60 zweiseitige Telefonverbindungen möglich.
Da der Satellit durch die Partikelwolke des außeratmosphärischen Atombombenversuchs mit dem Codenamen Starfish Prime am Tag zuvor beschädigt worden war, fiel er nach vier Monaten vorzeitig aus. Anfang Januar 1963 gelang es, ihn wieder in Betrieb zu nehmen, bis er am 21. Februar 1963 endgültig versagte. Als vollkommen funktionsuntüchtiges Objekt befindet er sich als sogenannter Weltraummüll immer noch im Orbit.

## Telstar 2
Der mit einer Masse von 79,5 kg etwas schwerere Nachfolger Telstar 2 wurde am 7. Mai 1963 gestartet, nachdem der ursprüngliche Starttermin im Oktober 1962 verschoben worden war, um den für das Erreichen einer höheren Umlaufbahn (973 × 10.800 km) notwendigen Einbau zusätzlicher Booster in die Startrakete abzuwarten. Dadurch wurden Übertragungszeiten von bis zu 20 Minuten möglich. Telstar 2 wurde zwei Jahre lang eingesetzt.
Die europäische Empfangsstation für Telstar wurde in der französischen Bretagne in der Nähe des Ortes Pleumeur-Bodou (Koordinaten 48° 47′ 11″ N, 3° 31′ 27″ W) errichtet. Unter einer Radarkuppel mit 50 Meter Durchmesser befindet sich die schwenkbar gelagerte, hornähnliche, 340 Tonnen schwere Antenne. Die Gebäude sind heute als Kommunikationsmuseum zu besichtigen.

## Spätere Telstar-Satelliten
In den 1980er Jahren wurde der Name Telstar von AT&T für geostationäre Kommunikationssatelliten wiederbelebt, die aber in Bezug auf ihre Entwicklung keine direkten Nachfolger der ursprünglichen Telstar-Satelliten sind. Der Name wurde auch von Telesat Canada beibehalten, nachdem das Unternehmen im Jahr 2007 mit Loral Skynet die Satellitensparte von AT&T aufgekauft hatte.

## Startliste
| Name                                                           | Startdatum         | Trägerrakete        | Startort       | Orbit                | Satellitenbus | Startmasse |
| -------------------------------------------------------------- | ------------------ | ------------------- | -------------- | -------------------- | ------------- | ---------- |
| Telstar 1                                                      | 10. Juli 1962      | Delta-DM19          | Cape Canaveral | 945 × 5643 km, 45°   |               | 171 kg     |
| Telstar 2                                                      | 7. Mai 1963        | Delta-B             | Cape Canaveral | 972 × 10.802 km, 43° |               | 176 kg     |
| Telstar 3A (301)                                               | 28. Juli 1983      | Delta-3920 PAM-D    | Cape Canaveral | 76° W                | HS-376        | 1225 kg    |
| Telstar 3C (302)                                               | 30. August 1984    | Space Shuttle PAM-D | Cape Canaveral | 125° W               | HS-376        | 1225 kg    |
| Telstar 3D (303)                                               | 17. Juni 1985      | Space Shuttle PAM-D | Cape Canaveral | 76° W                | HS-376        | 1225 kg    |
| Telstar 401                                                    | 16. Dezember 1993  | Atlas-2AS           | Cape Canaveral | 97° W                | AS-7000       | 3375 kg    |
| Telstar 402                                                    | 9. September 1994  | Ariane-42L          | Kourou         |                      | AS-7000       | 3485 kg    |
| Telstar 402R (Telstar 4, Telstar 403)                          | 24. September 1995 | Ariane-42L          | Kourou         | 89° W                | AS-7000       | 3410 kg    |
| Telstar 5 (Intelsat Americas 5, IA 5)                          | 24. Mai 1997       | Proton-K Block-DM4  | Baikonur       | 97° W                | SSL-1300      | 3600 kg    |
| Telstar 6 (Intelsat Americas 6, IA 6)                          | 15. Februar 1999   | Proton-K Block-DM3  | Baikonur       | 93° W                | SSL-1300      | 3763 kg    |
| Telstar 7 (Intelsat Americas 7, IA 7)                          | 25. September 1999 | Ariane-44LP         | Kourou         | 127° W               | SSL-1300      | 3800 kg    |
| Telstar 8 (Intelsat Americas 8, IA 8) Galaxy 28                | 23. Juni 2005      | Zenit-3SL           | Sea Launch     | 89° W                | SSL-1300S     | 5493 kg    |
| Telstar 9                                                      | (nie gestartet)    |                     |                |                      | SSL-1300S     | 5493 kg    |
| Telstar 10 (APStar 2R)                                         | 17. Oktober 1997   | CZ-3B               | Xi Chang       | 76,5° O              | SSL-1300      | 3700 kg    |
| Telstar 11 (Orion 1)                                           | 29. November 1994  | Atlas-2A            | Cape Canaveral | 37,5° W              | Eurostar-2000 | 2361 kg    |
| Telstar 11N                                                    | 26. Februar 2009   | Zenit-3SLB          | Baikonur       | 37,5° W              | SSL-1300      | 4012 kg    |
| Telstar 12 (Orion 2)                                           | 19. Oktober 1999   | Ariane-44LP         | Kourou         | 15° W                | SSL-1300      | 3814 kg    |
| Telstar 13 (Echostar 9, Intelsat Americas 13, IA 13 Galaxy 23) | 8. August 2003     | Zenit-3SL           | Sea Launch     | 121° W               | SSL-1300      | 4737 kg    |
| Telstar 14 (Estrela do Sul 1)                                  | 11. Januar 2004    | Zenit-3SL           | Sea Launch     | 63° W                | SSL-1300      | 4694 kg    |
| Telstar 18 (APStar 5)                                          | 29. Juni 2004      | Zenit-3SL           | Sea Launch     | 138° O               | SSL-1300      | 4640 kg    |
| Telstar 18V                                                    | 10. September 2018 | Falcon 9            | Cape Canaveral | 138° O               | SSL-1300      | 7060 kg    |
| Telstar 19V                                                    | 22. Juli 2018      | Falcon 9            | Cape Canaveral | 63° W                | SSL-1300      | 7075 kg    |

## Rezeption in der Jugendkultur der 1960er
Die Begeisterung über den ersten Telstar-Satelliten war so groß, dass Joe Meek ein gleichnamiges Instrumentalstück komponierte, das die Band The Tornados einspielte. Der Erfolg dieses Stückes war so durchschlagend, dass es den Tornados als erste britische Band gelang, einen Nummer-eins-Hit in den USA zu landen.